# Беленький, Гарри Зелеманович
Га́рри Зелема́нович Бе́ленький (29 июля 1932 — 20 ноября 2018) — советский и российский звукооператор.

## Биография
Гарри Зелеманович Беленький — звукооператор киностудии «Ленфильм».

## Фильмография
1. 1971 — Гойя, или Тяжкий путь познания (СССР; совместно с Эдуардом Ванунцем, Ефимом Юдиным; режиссёр-постановщик: Конрад Вольф)
2. 1973 — Сломанная подкова (режиссёр-постановщик: Семён Аранович)
3. 1974 — Врача вызывали? (режиссёр-постановщик: Вадим Гаузнер)
4. 1975 — Воздухоплаватель (режиссёры-постановщики: Анатолий Вехотко, Наталия Трощенко)
5. 1975 — Иван и «Коломбина» (режиссёр-постановщик: Валерий Чечунов)
6. 1976 — Семьдесят два градуса ниже нуля (режиссёр-постановщик: Сергей Данилин, Евгений Татарский)
7. 1978 — Комиссия по расследованию (режиссёр-постановщик: Владимир Бортко)
8. 1978 — Познавая белый свет (режиссёр-постановщик: Кира Муратова)
9. 1979 — Старшина (режиссёр-постановщик: Николай Кошелев)
10. 1981 — Барабаниада (короткометражный; режиссёр-постановщик: Сергей Овчаров)
11. 1981 — Правда лейтенанта Климова (режиссёр-постановщик: Олег Дашкевич)
12. 1982 — Грибной дождь (режиссёр-постановщик: Николай Кошелев)
13. 1982 — Пространство для манёвра (ТВ; режиссёр-постановщик: Игорь Шешуков)
14. 1983 — Плыви, кораблик… (ТВ; режиссёр-постановщик: Григорий Аронов)
15. 1986 — Фуэте (режиссёр-постановщик: Владимир Васильев, Борис Ермолаев)
16. 1987 — Белое проклятье (режиссёр-постановщик: Николай Ковальский)
17. 1987 — Единожды солгав… (режиссёр-постановщик: Владимир Бортко)
18. 1987 — Счастливо оставаться! (короткометражный; режиссёр-постановщик: Сергей Белошников)
19. 1988 — Собачье сердце (ТВ; режиссёр-постановщик: Владимир Бортко)
20. 1989 — Кончина (ТВ; режиссёр-постановщик: Николай Кошелев)
21. 1990 — Страсти по Владимиру (режиссёр-постановщик: Марк Розовский)
22. 1991 — Лапа (режиссёр-постановщик: Юлий Колтун)
23. 1991 — Сады скорпиона (документальный; режиссёр-постановщик: Олег Ковалов)
24. 1991 — Циники (режиссёр-постановщик: Дмитрий Месхиев)
25. 1992 — Остров мёртвых (документальный; совместно с Мариной Полянской; режиссёр-постановщик: Олег Ковалов)
26. 1992 — Пустельга (режиссёр-постановщик: Сергей Русаков)
27. 1992 — Удачи вам, господа! (режиссёр-постановщик: Владимир Бортко)
28. 1993 — Паром «Анна Каренина» (режиссёр-постановщик: Александра Яковлева)

## Звукооператор дубляжа
Фильмы указаны по годам, когда они были дублированы на русский язык.
- 1977 — Белая мгла (режиссёр-постановщик: Ходжадурды Нарлиев; «Туркменфильм»)
- 1977 — Лето (режиссёр-постановщик: Арво Крууземент; «Таллинфильм»)
- 1977 — Роковая коляска (режиссёр-постановщик: Мирча Верою; Румыния)
- 1979 — Весенняя путёвка (режиссёр-постановщик: Варис Брасла; Рижская киностудия)
- 1979 — Женщины без будущего (режиссёр-постановщик: Хисам-ад-дин Мустафа; Ливан)
- 1980 — Лесные фиалки (режиссёр-постановщик: Кальё Кийск; «Таллинфильм»)
- 1980 — Не будь этой девчонки… (режиссёр-постановщик: Рихард Пикс; Рижская киностудия)
- 1980 — Пожелай мне нелётной погоды (режиссёр-постановщик: Варис Брасла; Рижская киностудия)
- 1980 — Приключения рыжего Майкла (режиссёр-постановщик: Серджиу Николаеску; Румыния/ФРГ)
- 1982 — Боянский мастер (режиссёр-постановщик: Захари Жандов; Болгария)
- 1982 — По ту сторону моста (режиссёр-постановщик: Гонсало Мартинес Ортега; Мексика)
- 1982 — Языческая мадонна (режиссёр-постановщик: Дьюла Месарош; Венгрия)
- 1983 — Принц и нищий (режиссёр-постановщик: Ричард Флейшер; США)
- 1983 — Шарль и Люси (режиссёр-постановщик: Нелли Каплан; Франция)
- 1984 — Останься, Катрин! (режиссёр-постановщик: Вольфганг Хюбнер; ГДР)
- 1984 — Победа Хосе Ариаса (режиссёр-постановщик: Хесус Диас; Куба)
- 1984 — Реквием (режиссёр-постановщик: Олав Неуланд; «Таллинфильм»)
- 1984 — Счастье по случаю (режиссёр-постановщик: Клод Фурнье; Канада)
- 1984 — Третья сторона монеты (режиссёр-постановщик: Януш Вазов; Болгария)
- 1985 — Во времена волчьих законов (режиссёр-постановщик: Олав Неуланд; «Таллинфильм»)
- 1985 — Секрет фирмы (режиссёр-постановщик: Джо Сайзеску; Румыния)
- 1985 — Фронт в отчем доме (режиссёр-постановщик: Эрик Лацис; Рижская киностудия)
- 1986 — Каракумский репортаж (режиссёр-постановщик: Язгельды Сеидов; «Туркменфильм»)
- 1989 — Кинопробы (режиссёр-постановщик: Агнешка Холланд, Павел Кендзерский, Ежи Домарадзкий; Польша)
- 1989 — Я не приезжий, я здесь живу (режиссёр-постановщик: Пеэтер Урбла; «Таллинфильм»)
- 1990 — Исчезнувшие свидетели (режиссёр-постановщик: Дан Миронеску; Румыния)